# Nagylapos megállóhely
Nagylapos megállóhely egy Békés vármegyei vasúti megállóhely a ma Gyomaendrődhöz tartozó Nagylaposon, a MÁV üzemeltetésében. Sok társához hasonlóan egykor itt is posta volt. A városrész északkeleti szélén található, közúti elérését a 46-os főútból kiágazó 42 331-es számú mellékút biztosítja.

## Vasútvonalak
A megállóhelyet az alábbi vasútvonalak érintik:
- Szajol–Lőkösháza-vasútvonal

## Kapcsolódó állomások
A megállóhelyhez az alábbi állomások vannak a legközelebb:
- Mezőtúr vasútállomás (Szajol–Lőkösháza-vasútvonal)
- Gyoma vasútállomás (Szajol–Lőkösháza-vasútvonal)

## Forgalom
| Járat           | Útvonal | Gyakoriság                                   |
| --------------- | --- | -------------------------------------------- |
| személyvonat    | Szolnok – Szajol – Tiszatenyő – Pusztapó – Kétpó – Csugar – Mezőtúr – Nagylapos – Gyoma – Csárdaszállás – Mezőberény – Murony – Békéscsaba – Kétegyháza – Lőkösháza                    | Változó                                      |
| személyvonat    | Lőkösháza → Kétegyháza → Békéscsaba → Murony → Mezőberény → Csárdaszállás → Gyoma → Nagylapos → Mezőtúr → Kétpó → Tiszatenyő → Szajol → Szolnok → Újszász → Nagykáta → Budapest-Keleti | Napi 1 Budapest felé                         |
| Békés InterCity | Budapest-Keleti – Szolnok – (Kétpó –) Mezőtúr – (Nagylapos →) Gyoma – (Csárdaszállás –) Mezőberény – Murony – Békéscsaba (← Kétegyháza ← Lőkösháza)                                    | Napi 2 Békéscsaba felé, napi 1 Budapest felé |